# Guerreiros Mura
Grêmio Recreativo Folclórico Ciranda Guerreiros Mura ou simplesmente Guerreiros Mura é uma agremiação cultural da cidade de Manacapuru, no estado do Amazonas, que participa do Festival de Cirandas de Manacapuru.

## História
O berço da agremiação é a Escola José Mota, situada no bairro da Liberdade. A agremiação carrega as cores azul, vermelho e branco e seu nome se deve ao povo nativo Mura. Apesar de ser a associação mais nova dentre as três participantes do Festival, a Guerreiros Mura é a maior campeã.